# Sony Center

El Sony Center és un complex d'edificis comercials construïts per Sony a la Potsdamer Platz de Berlín, Alemanya. Va obrir l'any 2000. 

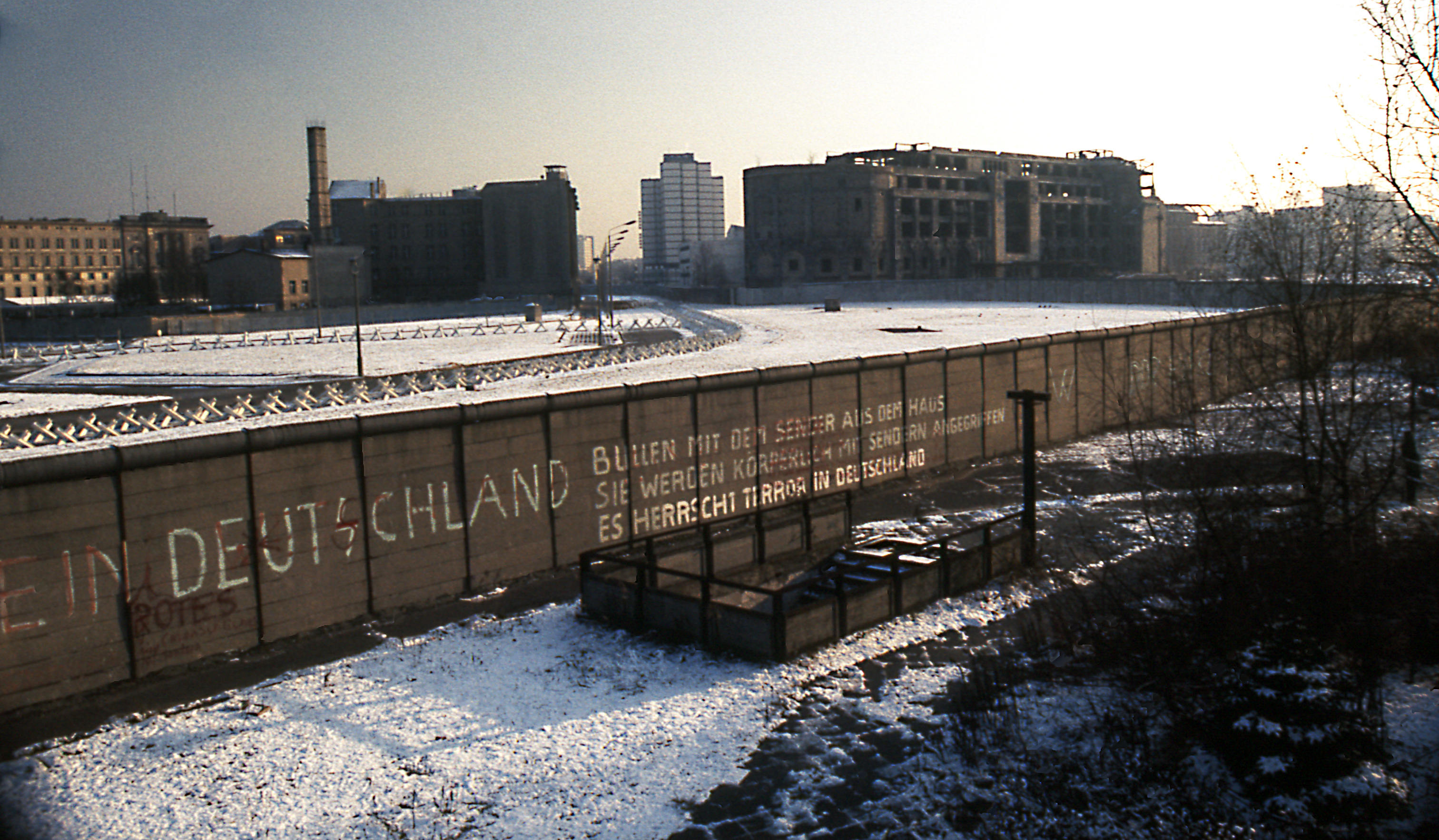
La Potsdamer Platz amb el Mur.

El lloc era originalment un atrafegat centre de la ciutat, a principis del segle xx. Durant la Segona Guerra Mundial, la majoria dels edificis van ser destruïts. Quan, en 1961, es va aixecar el Mur de Berlín, la plaça va passar a formar part de la Franja de la Mort, derrocant-se els pocs edificis que quedaven en peus i impedint que participés de la reconstrucció. Després de la caiguda del Mur, va tornar a ser focus d'atenció de nou, en ser un enorme espai (de prop de 60 hectàrees) cèntric i atractiu que havia quedat disponible de sobte en una gran capital europea. Com a part dels treballs de reconstrucció de la zona, es va construir el Sony Center. Va ser dissenyat per Helmut Jahn i la construcció es va acabar l'any 2000 amb un cost de 75 milions d'euros. Al febrer de 2008, Sony va vendre el Sony Center per menys de 60 milions a un grup d'empreses financeres americanes i alemanyes, incloent el banc Morgan Stanley, Corpus Sireo i un afiliat de la John Buck Company.

## Atractius
El Sony Center compta amb una gran varietat de botigues, restaurants, una sala de conferències, hotel, suites de luxe, oficines, museus, cinemes, un teatre IMAX, un Legoland Discovery Centre i uns grans magatzems de Sony. Hi ha Wi-fi gratuït a l'interior. Durant els grans esdeveniments esportius com el Mundial d'Alemanya 2006, el centre disposa una gran pantalla de televisió en la qual els espectadors asseguts al gran espai interior poden veure els partits.
El Sony Center està situat prop de l'estació de metro i rodalia Berlin Potsdamer Platz, des de la qual s'accedeix fàcilment a peu. També està proper a un gran centre comercial, un gran nombre d'hotels, la BahnTower, seu de la Deutsche Bahn, i un edifici d'oficines que té l'ascensor més ràpid d'Europa.

## Galeria

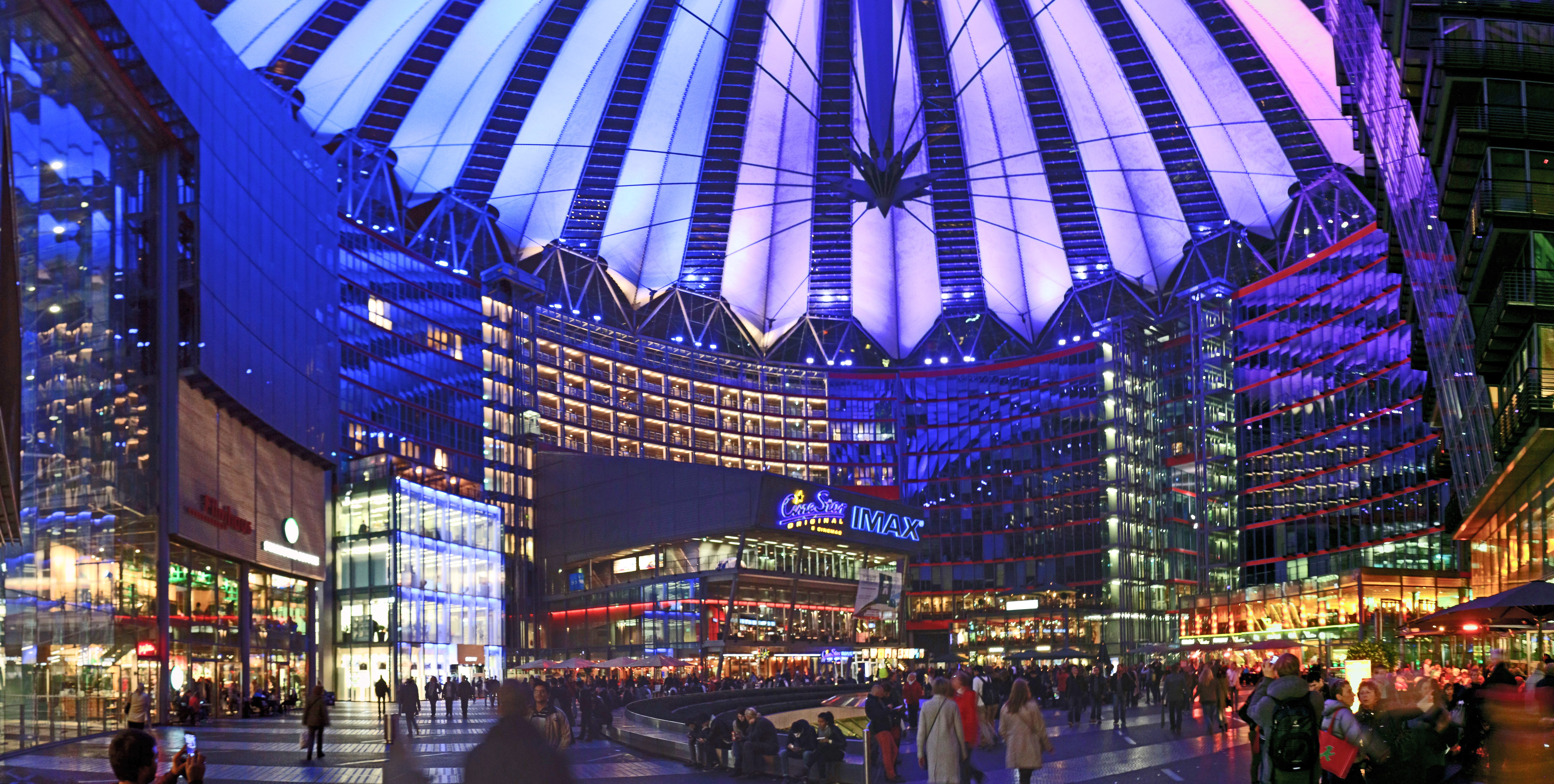
Fòrum central del Sony Center
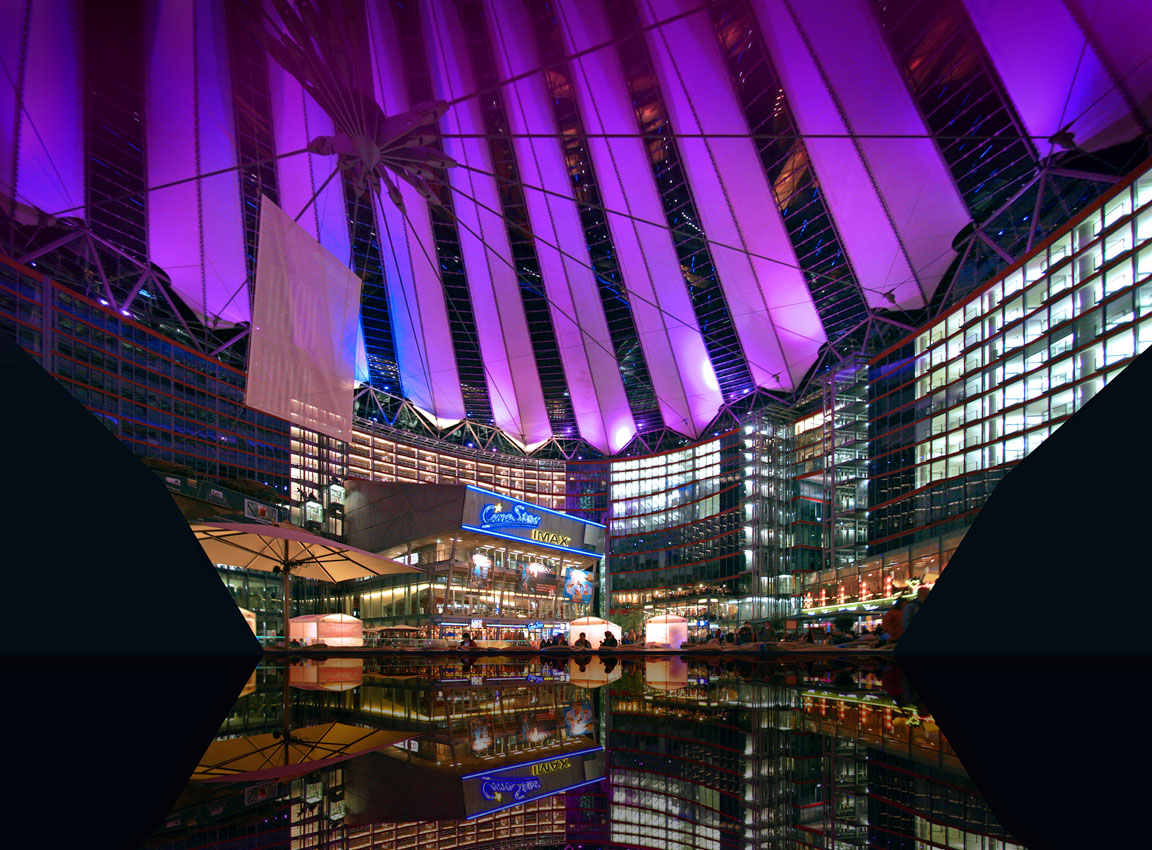
El mateix fòrum, en direcció oposada
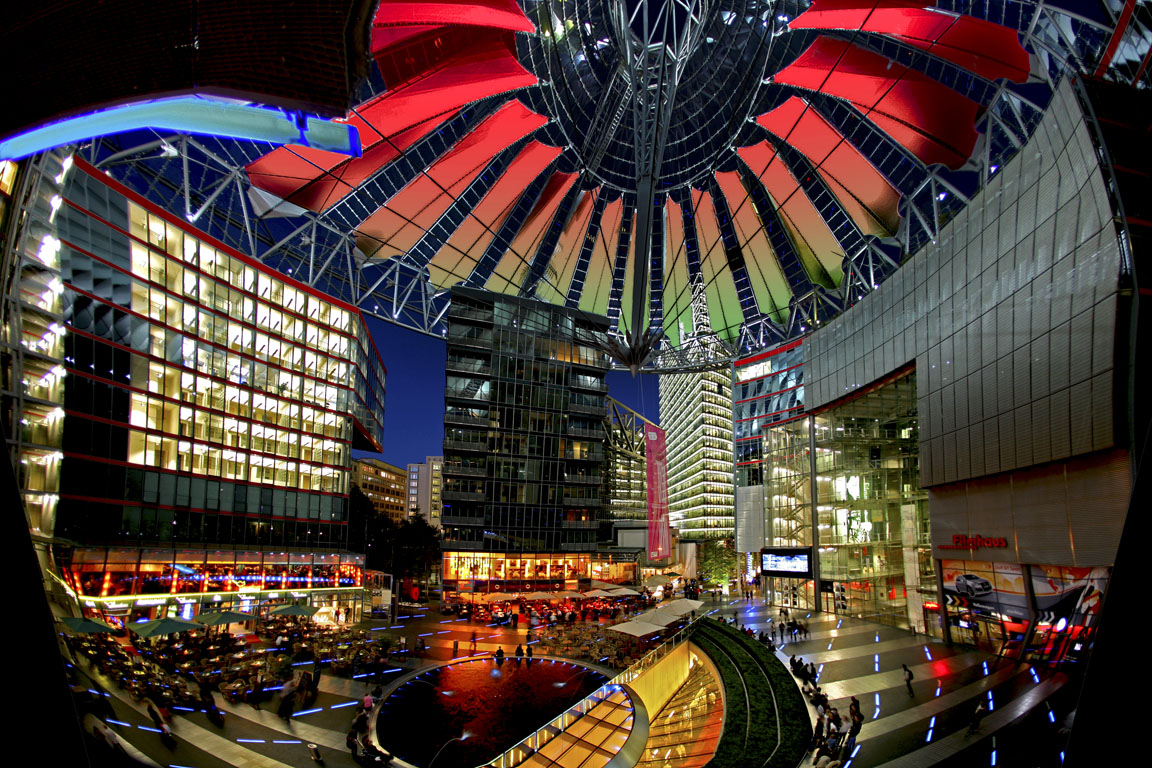
Fòrum central del Sony Center
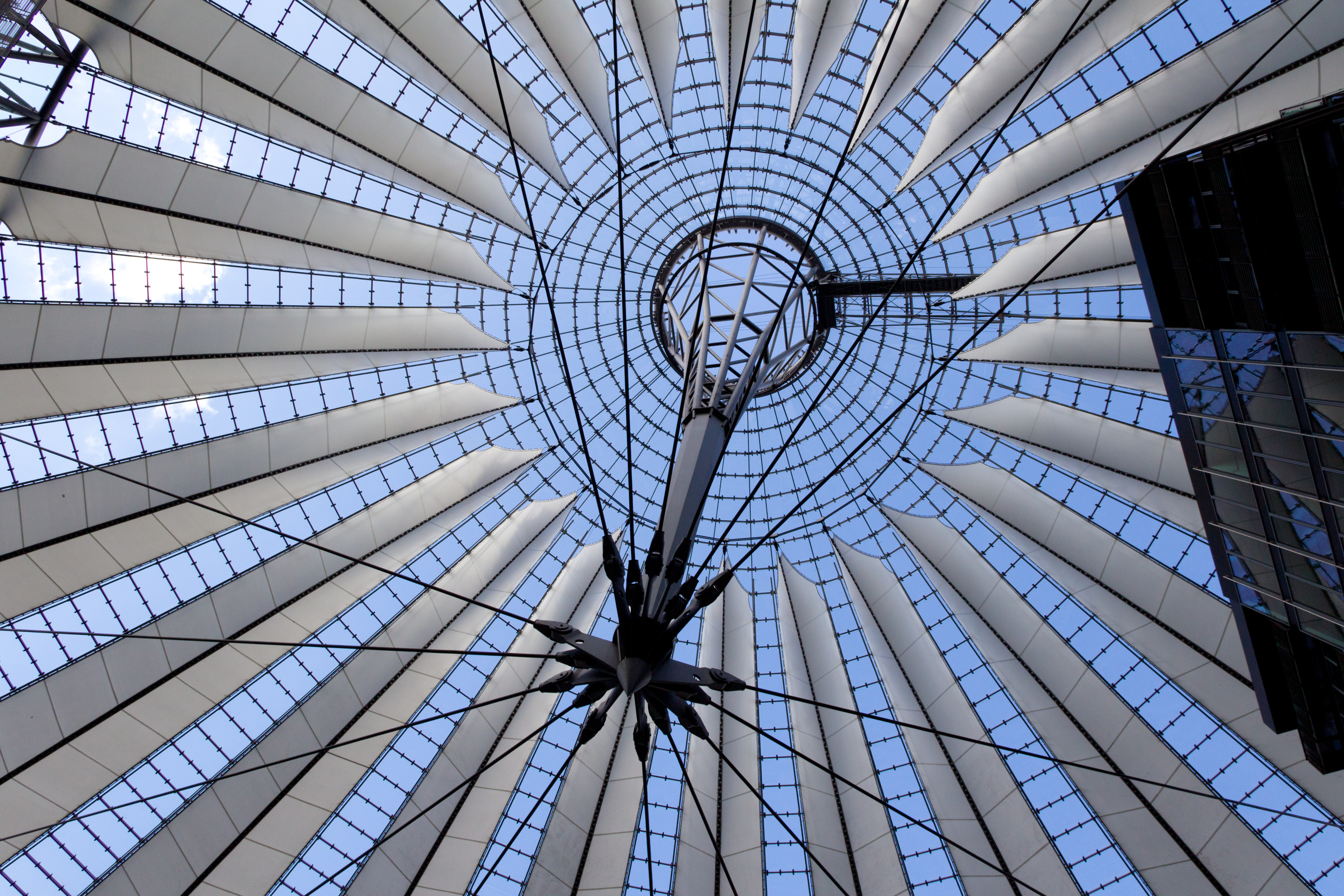
Cúpula interior amb el sostre de vidre
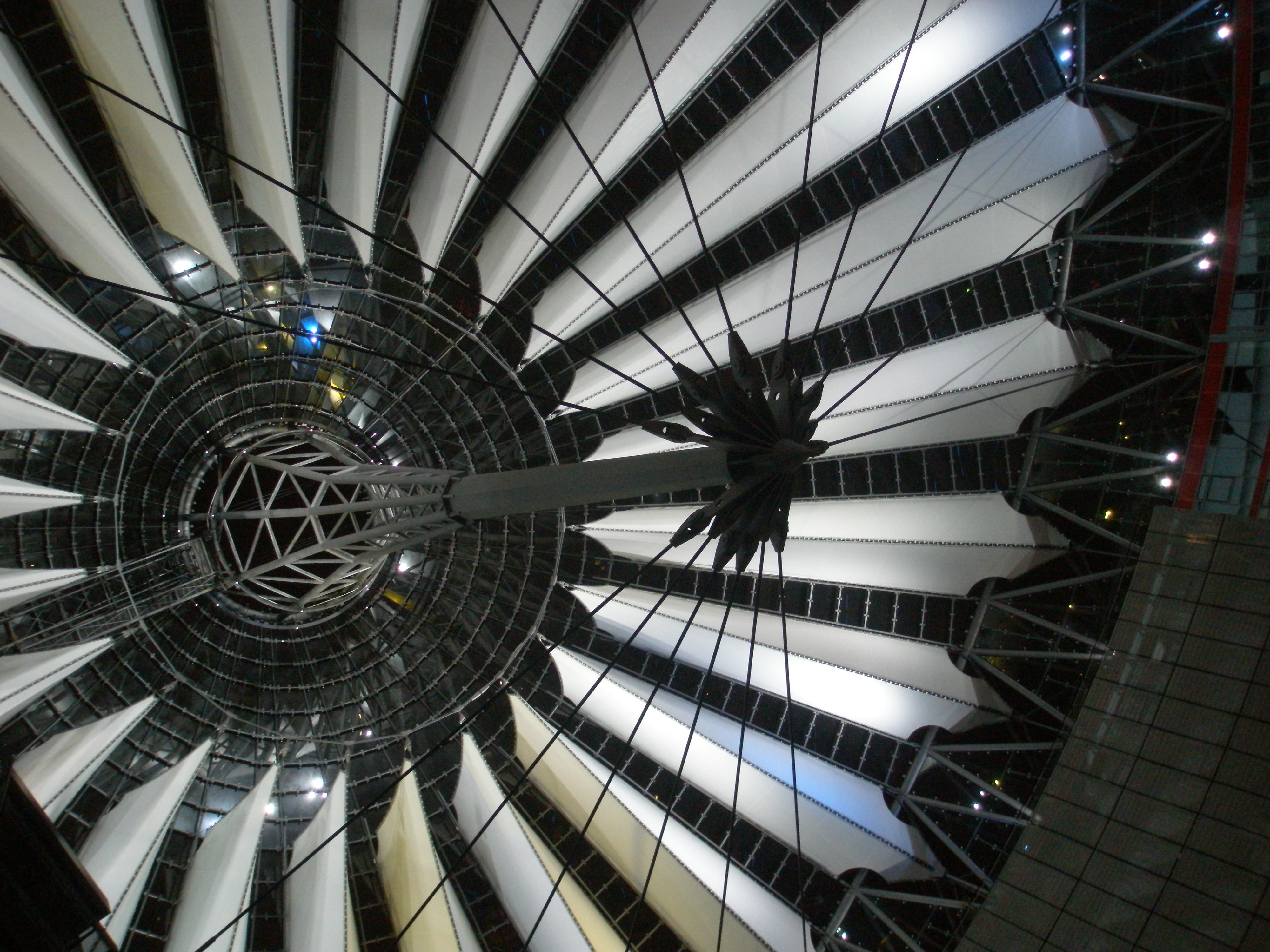
Cúpula interior, de nit
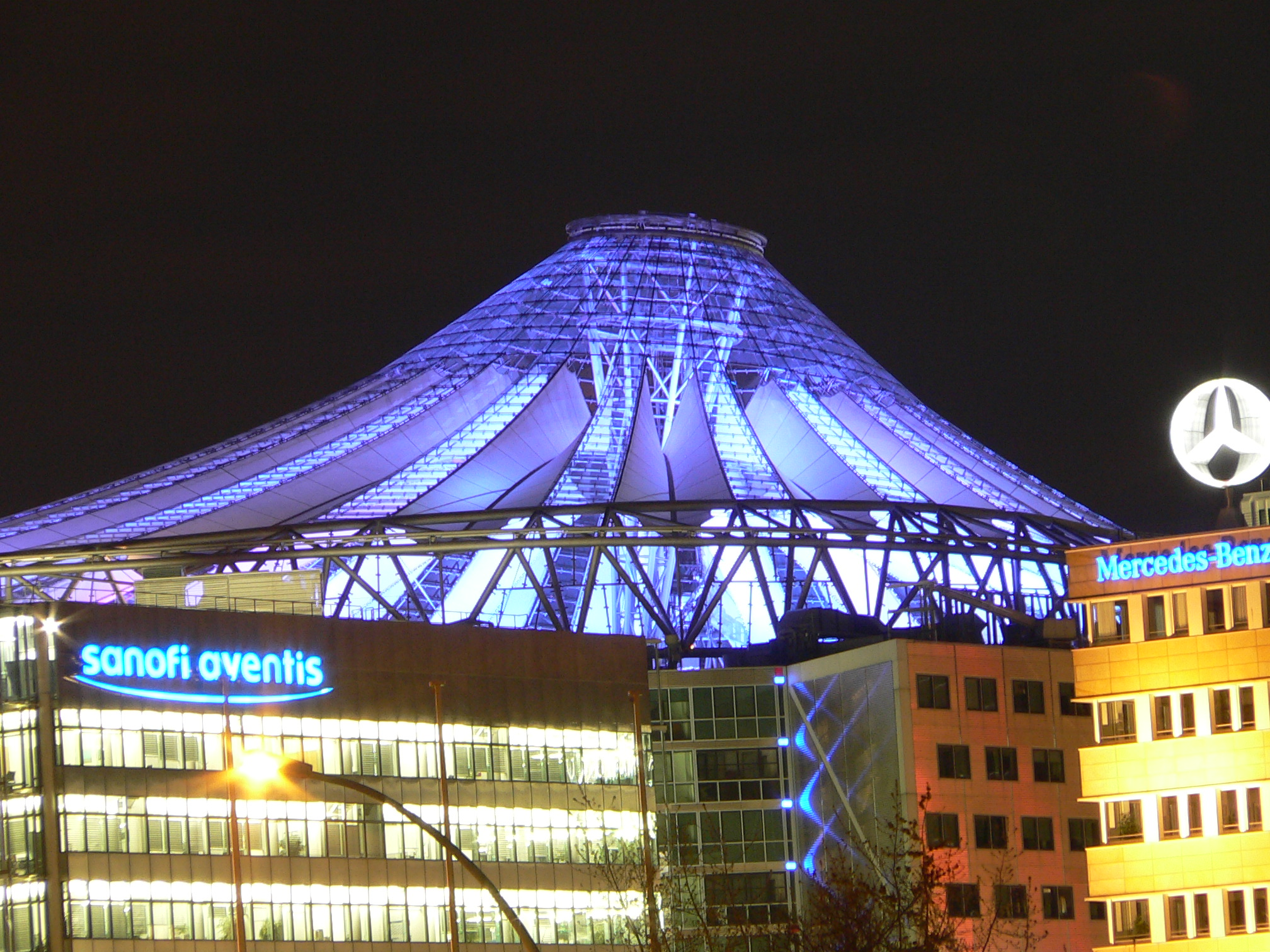
Cúpula exterior
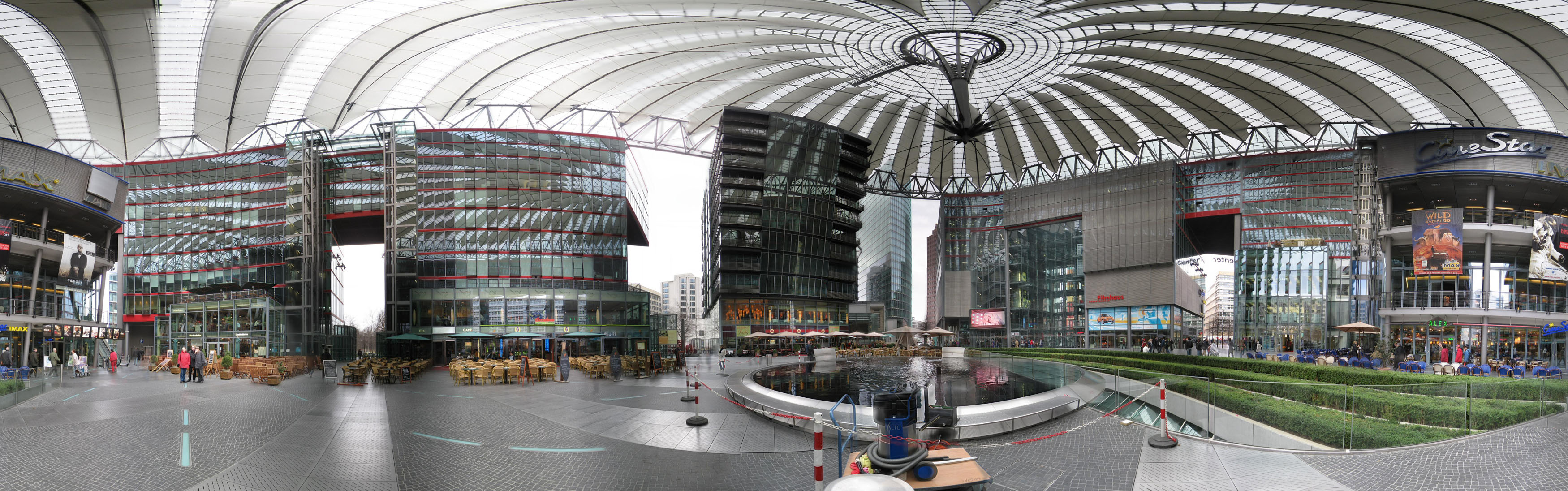
Panoràmica interior
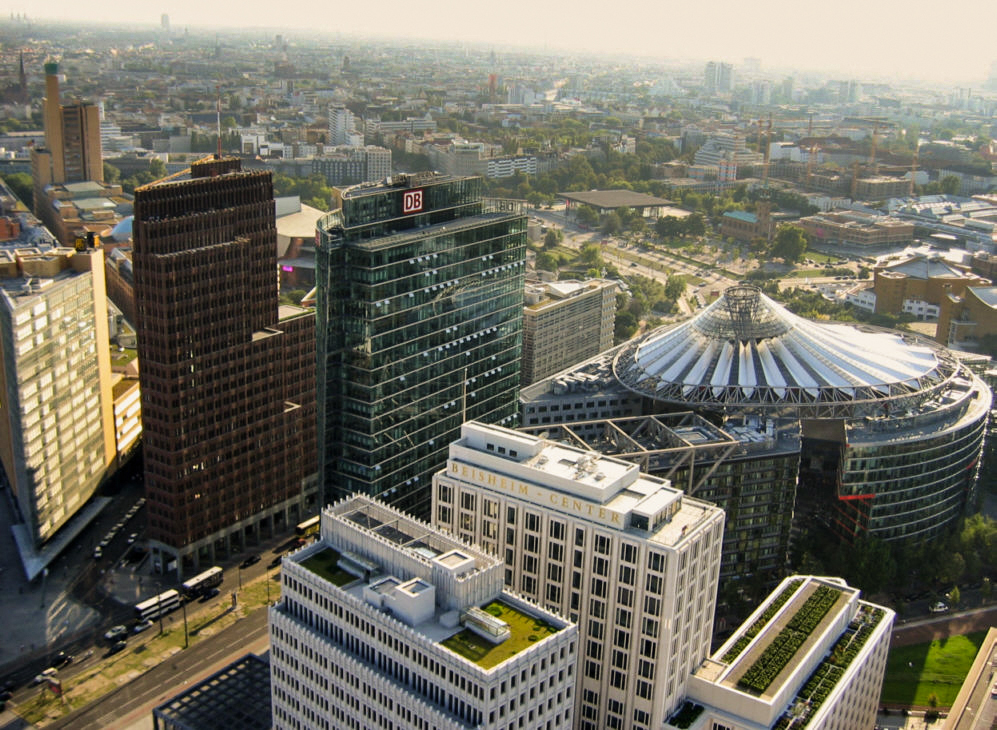
Vista aèria
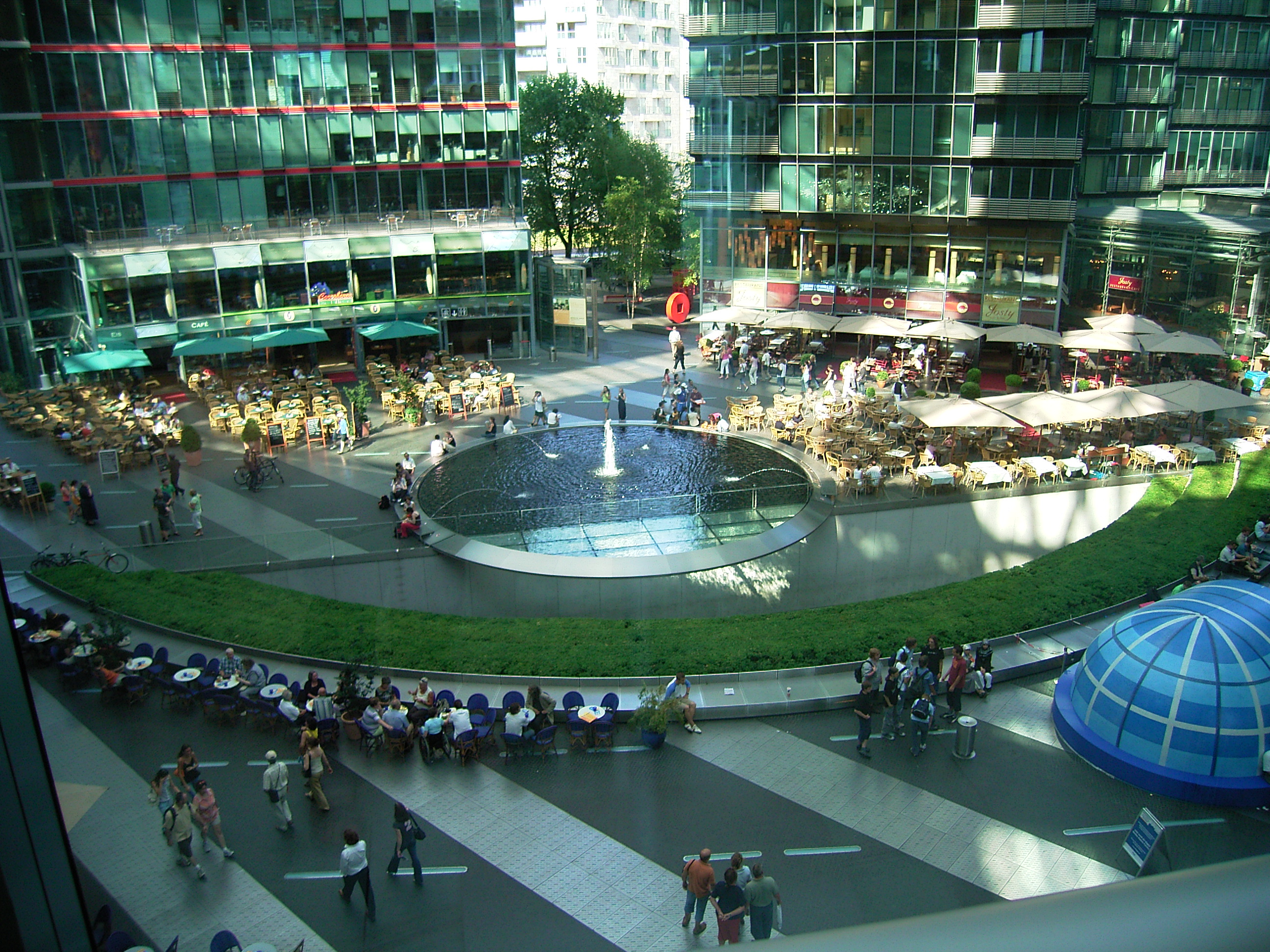
Espai interior del Center